# 能ヶ谷 (町田市)
能ヶ谷（のうがや）は、東京都町田市の町名。現行の行政地名は能ヶ谷一丁目から七丁目。 郵便番号195-0053。
小田急小田原線鶴川駅が1丁目にあり、広域地名としての鶴川地区に含まれる。

## 地理
町田市の北東部に位置する。住居表示実施済み。
北部、東部、南部は神奈川県川崎市麻生区に接しており、南南西の岡上が川崎市にとって飛び地となっている。他の隣接地は町田市で、真南は三輪町、西部は大蔵町と鶴川と広袴町である。
域内を鶴見川と真光寺川が流れている。

### 地価
住宅地の地価は、2014年（平成26年）1月1日の公示地価によれば、能ヶ谷5-33-12の地点で16万6000円/m2となっている。

## 歴史
かつては武蔵国都筑郡幡屋郷に属し、その後、多摩郡小山田庄三矢田郷に属し、その後、多摩郡柚木領に属した。

### 地名の由来
鎌倉時代に紀州田鍋郡から来た神蔵勘左衛門重信、鈴木四郎左衛門、夏目与三衛門、森半兵衛の4人が開拓してから集落になり「直ヶ谷」と呼ばれたが、天正年間から「能ヶ谷」と記されている。北条氏直の治下となった際に「直ヶ谷」から「能ヶ谷」に表記を改めたと伝わる。

### 沿革
- 1590年（天正18年）：小田原征伐後、関東に国替えとなった徳川家康の領地になり、後に江戸幕府直轄地になる。
- 1605年（慶長10年）：分割され、一部が旗本 福井清右衛門久国の知行地になる。
- 1661年（寛文元年）：幕府直轄地の一部が旗本 細井佐次右衛門勝茂の知行地になる。
- 1696年（元禄11年）：残りの幕府直轄地が旗本 桜井安右衛門の知行地になり、以後旗本3家の分割知行地になる。
- 1715年（正徳5年）：福井家の知行地が幕府直轄地になる。
- 1868年（慶応4年／明治元年）：武蔵知県事と韮山県の管轄となり、その後神奈川県に移管される。
- 1871年（明治4年）：区制により第三〇区となる。
- 1873年（明治6年）：区番組制により第八区四番組となる。
- 1874年（明治7年）：大区小区制により第八大区一小区となる。
- 1884年（明治17年）：連合戸長役場制により小野路村戸長役場の管轄となる。
- 1889年（明治22年）：能ヶ谷村と大蔵村、小野路村、金井村、真光寺村、広袴村、野津田村、三輪村が合併し、南多摩郡鶴川村大字能ヶ谷となる。
- 1893年（明治26年）：神奈川県のうち西多摩郡、南多摩郡、北多摩郡が東京府に移管され、東京府南多摩郡鶴川村大字能ヶ谷となる。
- 1943年（昭和18年）：東京都制施行により、東京都南多摩郡鶴川村大字能ヶ谷となる。
- 1958年（昭和33年）：町田町、鶴川村、忠生村、堺村が合併し、町田市能ヶ谷町となる。
- 1968年（昭和43年）8月1日：能ヶ谷町、大蔵町、真光寺町、広袴町の一部で町名地番整理を実施、鶴川一〜六丁目を新設。
- 2010年（平成22年）7月19日：住居表示を実施し、能ヶ谷町の全域、大蔵町の一部、鶴川一丁目の一部から能ヶ谷一丁目～七丁目を新設。

### 史跡

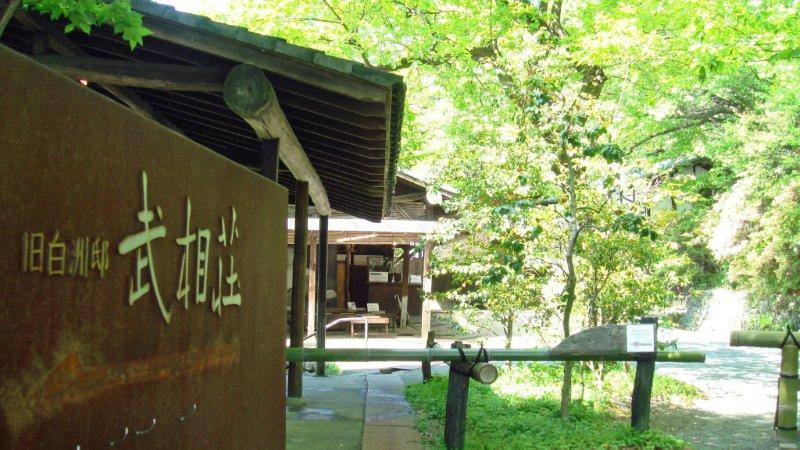
武相荘（旧白洲邸）

- 武相荘（旧白洲次郎・白洲正子邸）
- 元木山城跡

## 世帯数と人口
2018年（平成30年）1月1日時点の丁目別の世帯数と人口は以下の通りである。
| 丁目         | 世帯数    | 人口     |
| ------------ | --------- | -------- |
| 能ヶ谷一丁目 | 626世帯   | 1,025人  |
| 能ヶ谷二丁目 | 707世帯   | 1,386人  |
| 能ヶ谷三丁目 | 404世帯   | 897人    |
| 能ヶ谷四丁目 | 699世帯   | 1,593人  |
| 能ヶ谷五丁目 | 691世帯   | 1,828人  |
| 能ヶ谷六丁目 | 672世帯   | 1,804人  |
| 能ヶ谷七丁目 | 939世帯   | 2,321人  |
| 計           | 4,738世帯 | 10,854人 |

## 小・中学校の学区
市立小・中学校に通う場合、学区は以下の通りとなる。
| 丁目         | 番・番地等    | 小学校                 | 中学校                 | 選択可能校         |
| ------------ | ------------- | ---------------------- | ---------------------- | ------------------ |
| 能ヶ谷一丁目 | 1番           | 町田市立大蔵小学校     | 町田市立鶴川中学校     | 町田市立金井中学校 |
| 能ヶ谷一丁目 | 3～19番       | 町田市立鶴川第三小学校 | 町田市立鶴川第二中学校 |                    |
| 能ヶ谷二丁目 | 全域          | 町田市立鶴川第三小学校 | 町田市立鶴川第二中学校 |                    |
| 能ヶ谷三丁目 | 12番 14～18番 | 町田市立三輪小学校     | 町田市立鶴川第二中学校 |                    |
| 能ヶ谷三丁目 | 1～11番 13番  | 町田市立鶴川第二小学校 | 町田市立鶴川第二中学校 |                    |
| 能ヶ谷四丁目 | 全域          | 町田市立鶴川第二小学校 | 町田市立鶴川第二中学校 |                    |
| 能ヶ谷五丁目 | 全域          | 町田市立鶴川第二小学校 | 町田市立鶴川第二中学校 |                    |
| 能ヶ谷六丁目 | 全域          | 町田市立鶴川第二小学校 | 町田市立鶴川第二中学校 |                    |
| 能ヶ谷七丁目 | 7～55番       | 町田市立鶴川第二小学校 | 町田市立鶴川第二中学校 |                    |
| 能ヶ谷七丁目 | 1～5番        | 町田市立鶴川第三小学校 | 町田市立鶴川第二中学校 |                    |

## 交通

### 鉄道
能ヶ谷一丁目には小田急小田原線の鶴川駅が置かれている。東部には川崎市内にある柿生駅が最寄駅になる場所もある。

### 道路

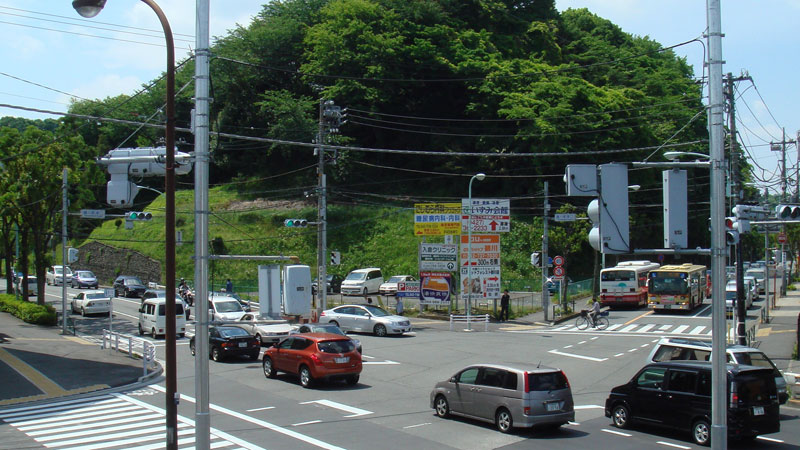
鶴川街道

- 東京都道・神奈川県道3号世田谷町田線（鶴川街道、世田谷通り）
- 東京都道・神奈川県道139号真光寺長津田線（鶴川街道）
- 鶴川いちょう通り

## 施設
文化

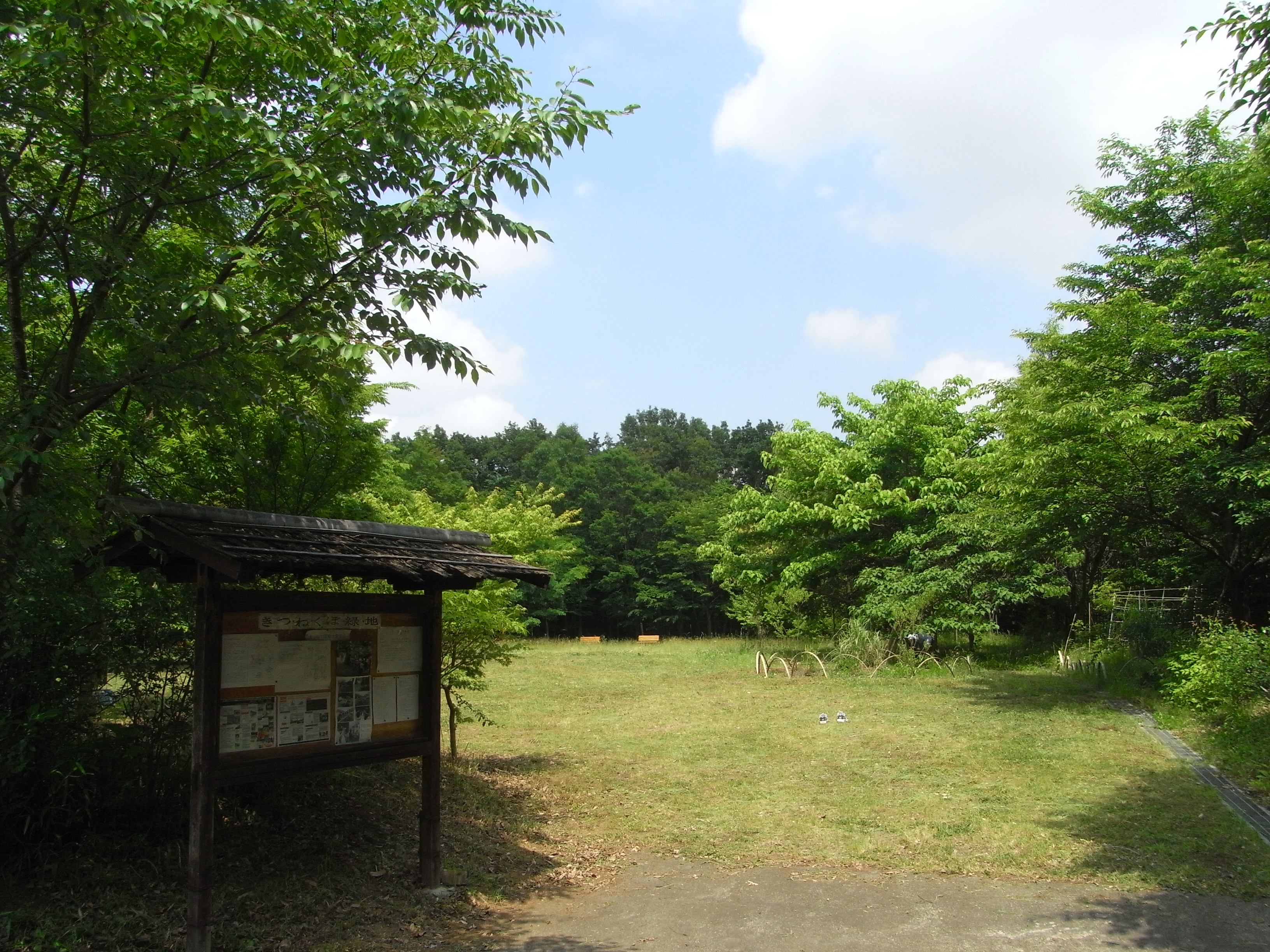
能ヶ谷きつねくぼ緑地

- 和光大学ポプリホール鶴川（町田市鶴川緑の交流館）
  - 町田市役所 鶴川駅前連絡所
  - 町田市立鶴川駅前図書館

警察
- 町田警察署鶴川駅前交番

公園
- 鶴川香山（かごやま）園[11]
- 能ヶ谷きつねくぼ緑地：かつて存在した廃墟マンション（通称「お化けマンション」）跡地に整備された。
- 能ヶ谷空と緑の森公園
- 鶴川駅前みちのべ公園
- 鶴川駅前やすらぎ公園

教育
- 小学校
  - 町田市立鶴川第二小学校

商業
- Odakyu OX鶴川店
- 生鮮＆業務スーパー鶴川店
- マルエツ鶴川店
- ノジマNEW鶴川店
- 小田急マルシェ鶴川（駅ビル）
  - 啓文堂書店
  - マツモトキヨシ
- トモズ鶴川店
- ウェルパーク町田鶴川店
- ユニクロ町田鶴川店

金融機関
- きらぼし銀行 鶴川支店
- 芝信用金庫 鶴川出張所

農業協同組合
- JA町田市 鶴川駅前支店

仏教寺院・神社
- 妙行寺
- 蓮清寺
- 能ヶ谷神社